# Danilo Belić
Danilo Belić (in serbo Данило Белић?; Vršac, 10 novembre 1980) è un ex calciatore serbo, di ruolo attaccante.

## Caratteristiche tecniche
È un centravanti.

## Palmarès
- Supercoppa del Kazakistan: 1

Astana: 2011